# Мезенцево (Орловская область)
Мезенцево — село в Ливенском районе Орловской области России.
Входит в состав Лютовского сельского поселения.

## География
Село находится в юго-восточной части Орловской области, в лесостепной зоне, в пределах центральной части Среднерусской возвышенности, на правом берегу реки Ливенки, на расстоянии примерно 9 километров (по прямой) к северо-северо-востоку от города Ливны, административного центра района. Абсолютная высота — 190 метров над уровнем моря.
В селе имеются улица Центральная и переулок Энергетиков.

### Климат
Климат умеренно континентальный, с умеренно холодной зимой и тёплым летом. Средняя многолетняя температура самого холодного месяца (января) составляет −9,2 °C (абсолютный минимум — −39 °C); самого тёплого месяца (июля) — 18,8 °C (абсолютный максимум — 38 °C). Безморозный период длится около 140—150 дней. Среднегодовое количество атмосферных осадков составляет 515 мм, из которых большая часть (около 360 мм) выпадает в тёплый период. Снежный покров держится в течение 120—130 дней.

### Часовой пояс
Село Мезенцево, как и вся Орловская область, находится в часовой зоне МСК (московское время). Смещение применяемого времени относительно UTC составляет +3:00.

## Население
| 2010 |
| ---- |
| 27   |

### Национальный состав
Согласно результатам переписи 2002 года, в национальной структуре населения русские составляли 100 % из 22 чел.